# Carolina Eycková
Carolina Eycková (Eyck, hornolužickosrbsky Eyckec, * 26. prosince 1987) je lužickosrbská hráčka na těremin, který také popularizuje a napsala pro něj učebnici.
Narodila se v Braniborsku a od pěti let hrála na klavír, o rok později začala hrát na housle. Poté začala v sedmi letech studium hry na těremin u Lidije Kavinové, ruské virtuózky na těremin a vnučky bratrance jeho vynálezce Lva Sergejeviče Těrmena. Jako těreminová sólistka navštívila řadu festivalů.
V roce 2019 vystoupila v Praze na festivalu Pražské jaro, kde hrála mimo jiné skladbu Bohuslava Martinů Fantazie pro těremin, hoboj, smyčcové kvarteto a klavír a také premiérovou skladbu pro stejnou sestavu, kterou pro Pražské jaro složil Jakub Rataj.